# 鲨肝醇
鲨肝醇（英語：Batyl alcohol），别名鳊二醇，是一种有机化合物，化学式为C21H44O3，为白色或微黄色固体，用于化妆品原料。在结构上为硬脂醇（1-十八烷醇）与甘油上一个伯醇羟基脱水生成的单醚。S-鲨肝醇与S-鲛肝醇、S-鲨油醇共同构成某些细胞脂质膜的成分。

## 生物分布与性质
鲨肝醇在叶鳞尖鳍鲛（学名：Centrophorus squamosus）鱼肝中发现。鲨肝醇的英文名称中"batyl"来自鳐目中的蝙蝠鱼（batfish）。与其他甘油醚一样，鲨肝醇不能发生皂化反应。
鲨肝醇以及相关的甘氨醚易被甘油醚单氧酶催化氧化，化生成甘油和羧酸：
HOCH
2CH(OH)CH
2OC
18H
37 +  1.5 O
2   →   HOCH
2CH(OH)CH
2OH  +  HO
2CHC
17H
35 +  H
2O
鲨肝醇以及相关的甘油醚也容易被不饱和酶催化脱水，氧化生成乙烯基醚，参与生物体内缩醛磷脂的产生：
HOCH
2CH(OH)CH
2OC
18H
37 +  [O]   →   HOCH
2CH(OH)CH
2OCH=CHC
16H
35 +  H
2O